# یوبیل (مدرسه)
یوبیل (عربی: اليوبيل (مدرسة)) یک مدرسهٔ داخلی و مختلط است که در امان، اردن قرار دارد و تاریخ بنای این مدرسه همزمان با تاریخ بنای مؤسسه نور الحسین در سال ۱۹۸۵ بوده‌است.
مدرسه یوبیل یکی از پروژه‌های این مؤسسه بشمار می‌آید. این اولین مدرسه تخصصی برای آموزش دانش‌آموزان با استعداد و برتر در جهان عرب است و مدیریت آن با خانم سهی جوعانه شاهین است. در سال ۱۹۹۹ این مدرسه به ضمیمه مؤسسه ملک حسین درآمد که در سال ۱۹۹۹ به عنوان مؤسسه غیردولتی و غیرانتفاعی تأسیس شد و یک برنامه تبادل دانش‌آموز برای تحصیل در خارج از کشور، همراه با استقبال از دانش آموزان دوجانبه برای تحصیل در کشور را فراهم آورد.

## تاریخچه
پروژه مدرسه یوبیل در سال ۱۹۷۷ در جشن‌های جیوبل نقره‌ای کشور با مدیریت ملک حسین بن طلال ـ برای پذیرش اختیارات قانون اساسی‌ش اعلام شد.
در سال ۱۹۸۴ ملکه نور الحسین مسئولیت این پروژه را که تا آن زمان وارد مرحله اجرا نشده بود پذیرفت؛ و بعد از برپایی مؤسسه نور الحسین در سال ۱۹۸۵، پروژه مدرسه یوبیل به عنوان یکی از پروژه‌های اصلی زیر نظر ایشان قرار گرفت و مدرسه در سال ۱۹۹۳–۱۹۹۴ به عنوان اولین مدرسه دانش‌آموزان با استعداد و برتر در منطقه عربی آغاز به کار کرد.
در اواخر سال ۱۹۹۹ مدرسه به نهاد ملک حسین ضمیمه شد که در سال ۱۹۹۹ با مدیریت سطح بالای پادشاهی به عنوان یک نهاد غیرانتفاعی و غیردولتی در سطح ملی و بین‌المللی تأسیس شد تا شاخصی از دیدگاه و میراث انسانی پادشاه باشد.

## ساختمان‌ها
مدرسه در زمینی به وسعت ۱۲٫۴ هکتار بنا شده‌است که ۱٫۸ هکتار آن به ساختمان‌های زیر اختصاص دارد:
- ۲۱۰ کلاس درس
- زمین بازی (که شامل باشگاه اسکواش، ۲ سالن موسیقی و هنر، زمین تنیس، پینگ پنگ، میدان دو ۴۰۰ متر، سالنی برای بازی‌های داخل سالن، دو زمین بسیار بزرگ بیرونی به حدی که نمی‌توان آنرا تصور کرد و یک استخر سرپوشیده المپیک)
- مرکز منابع اطلاعاتی
- دو سالن چند منظوره
- سالن بزرگ کافه‌تریا
- یک مجموعه اسکان برای بانوان و یکی برای آقایان
- یک کتابخانه بزرگ
- کلینیک بهداشتی
- یک ساختمانی بیرونی بین درختان که ساختمان فرماندهی نامیده می‌شده‌است.
- یک تئاتر بزرگ

## ویژگی‌ها
هدف مدرسه بهبود بخشیدن به خلاقیت و توسعه مهارتهای فرد است.

### لباس فرم
لباس فرم مدرسه برای همه دانش‌آموزان اجباری است. لباس به‌طور معمول از یک شلوار سرمه‌ای و پیراهن سفید تشکیل می‌شود. تیشرت‌های رنگی زیر پیراهن، اغلب متفاوت هستند. هر کس که فرم رسمی مدرسه را نقض کند به دفتر استاد ماهر تحویل داده می‌شود تا اقدامات مناسب انجام پذیرد، که معمولاً تغییر لباس و ثبت اینکه فرم مدرسه نقض شده‌است می‌باشد.

### برنامه‌های آموزشی
هر گروه در مدرسه تقسیم به ۵ تا ۶ قسمت می‌شود. هر قسمت بر اساس ماده درسی که باید بیاموزند، هر زنگ کلاسش تغییر می‌کند و دانش‌آموزان باید نسبت به زمانبندی شروع و پایان هر زنگ اشراف کامل داشته باشند و این برای استفاده نکردن از سیستم زنگ در تمامی مدرسه است.
برنامه درسی مدرسه یک برنامه آموزشی یکپارچه را با توجه به نیازهای دانش‌آموزانش ارائه می‌دهد و هدف آن توسعه استعدادها و توانایی‌های آنها در علوم و ریاضیات و فناوری به‌طور خاص، همراه با تمرکز بر توسعه شخصیت رهبری کننده و مهارت‌های خلاقیت و پیروزی در دانش‌آموزان است.
برنامه‌های آموزشی مدرسه یوبیل با تنوع و فراگیر بودن متمایز می‌شوند، این علاوه بر برنامه‌های آموزشی وزارت آموزش و پرورش، پس از غنی‌کردن و توسعه آنها به تناسب نیازهای دانش‌آموزان با استعداد و برتر و توانمندی‌های است. برنامه درسی خاص مدرسه شامل موارد اجباری و اختیاری است که با خواسته‌ها و تمایل‌های دانش‌آموزان مطابقت دارد.

#### موارد اجباری
دانش‌آموزان باید در طول سه سال اول نیازهای این موارد را با موفقیت بگذرانند:
- مهارت‌های تحقیق علمی
- راهنمایی
- مهارت‌های ارتباطی
- آموزش رهبری
- آموزش ملی

#### موارد اختیاری
هر دانش‌آموز باید هر ترم دو ماده درسی از بیش از ۶۰ مورد در پهنه‌های مختلف علمی و ادبی را با توجه به علاقه دانش‌آموزان بگذرانند.

## ثبت نام
هر سال (اغلب در طی ماه آوریل و مه) دانش‌آموزان کلاس‌های هشتم و نهم اساسی برای پیوستن به مدرسه در کلاس‌های نهم و دهم اساسی قبول می‌شوند. سیستم انتخاب دانش‌آموزان برای مدرسه یوبیل براساس چند معیار است:
- پیشرفت تحصیلی عالی در آخرین ۵ ترم
- عبور از آزمایش آمادگی علمی، که شامل بررسی سطح فکر ریاضی و زبانی و منطقی از طریق مجموعه‌ای از آزمون‌هایی است که به‌طور خاص برای اهداف مدرسه طراحی شده‌است.
- مصاحبه شخصی که نشان دهنده خصوصیات و ویژگیهای رفتاری دانش‌آموزان مثل: رهبری، علاقه به پژوهش و میل به دانش و توانایی خلاقانه و شیوایی کلام می‌باشد.

با این حال و با توجه به تعداد مراجعه کنندگان برای امتحان و محدودیت مدرسه، هر سال حدود ۱۰۰ دانش‌آموز در ۲ کلاس نهم و دهم قبول می‌شوند و این از بین صدها دانش‌آموزی است که هر سال برای امتحان حاضر می‌شوند.

## فعالیت‌های فوق‌برنامه
مدرسه مشتاق است که دانش‌آموزان را برای انجام تحقیقات و مطالعات بررسی میدانی و طراحی تحقیق افکار عمومی و استفاده از برنامه‌های کاربردی نرم‌افزار و جستجوی کامپیوتری از طریق اینترنت و انجام بحث‌ها و گفتگوها و بازدیدهای خارجی و جشن بمناسبت‌های مختلف تشویق کند.
همچنین دانش‌آموزان در برنامه‌های تبادل فرهنگ و کنفرانس‌ها و کارگاه‌ها و سمینارها و مسابقات داخلی و محلی و عربی و بین‌المللی و شبکه‌های اطلاعاتی و ارتباطات و برنامه‌های کامپیوتری و چند رسانه‌ای و اردوهای تابستانی و کارهای داوطلبانه شرکت می‌کنند. همچنین دانش‌آموزان در باشگاه‌های مدرسه شرکت می‌کنند و در سازماندهی و رهبری و اجرای فعالیت‌های زیادی شرکت دارند.

## شرایط فارغ‌التحصیلی
دانش‌آموزان مدرسه باید طی ۴ سال نیازهای متعددی را برای فارغ‌التحصیل شدن از مدرسه تکمیل کنند که شامل موارد زیر است:
- گذراندن تمامی موارد درسی مشخص شده از طرف وزارت آموزش و پرورش.
- گذراندن تمامی موارد درسی مشخص شده از طرف مدرسه که شامل موارد اجباری و اختیاری در موضوعات مختلف می‌باشد.
- تکمیل پروژه فارغ‌التحصیلی در یکی از موضوعات درسی که اجرا و بحث حول آن با اشراف یکی از اعضای هیئت علمی یا از بین کسانی که در موسسات مختلف ملی کار می‌کنند انجام می‌شود.
- حداقل ۱۲۰ ساعت کار خدمات اجتماعی با ۴۰ ساعت کار در سال در طول سه سال اول تحصیلی.[۷]